# Oatley, New South Wales
Oatley este o suburbie în Sydney, Australia.